# 18e congrès national du Parti communiste chinois
Le dix-huitième congrès national du Parti communiste chinois s'est ouvert le 8 novembre 2012. Le congrès réunit 2270 délégués « élus par les structures provinciales, municipales ou au sein des forces armées ». Ce congrès élit ensuite :
- La Commission centrale pour l'inspection de la discipline. Elle est chargée d'« enquêter sur les membres du parti suspectés de corruption ou de manquement à la discipline ».
- Le Comité central (qui compte 204 membres permanents et 167 membres suppléants), réuni ensuite en plénum au minimum une fois par an. Il débat et décide des grandes questions politiques ou de doctrine. Il élit :
  - La Commission militaire centrale (CMC). Composée de douze membres, il assure le contrôle du Parti sur l'armée, et ce devant l'État.
  - Le Politburo. Composé de 25 membres, il se réunit régulièrement et statue sur des questions importantes.
  - Le Comité central permanent du Politburo. « Composé de 9 ou 7 membres, théoriquement élus par le Comité central, ils sont en fait choisis après tractations par les hommes forts du pays, et compose le cœur du pouvoir chinois, où les grandes décisions nationales sont prises de manières collégiales ». Il s'agit ici du 18e Politburo du parti.
  - Le Comité central désigne également le secrétariat du Comité central, lequel gère le travail du Politburo et de son comité permanent[2].

## Comité permanent du bureau politique du Parti communiste chinois
Le 15 novembre 2012, est constitué le nouveau Comité permanent du bureau politique du Parti communiste chinois avec Xi Jinping et Li Keqiang, auxquels viennent se joindre : Zhang Dejiang, Yu Zhengsheng, Liu Yunshan, Wang Qishan et Zhang Gaoli. 

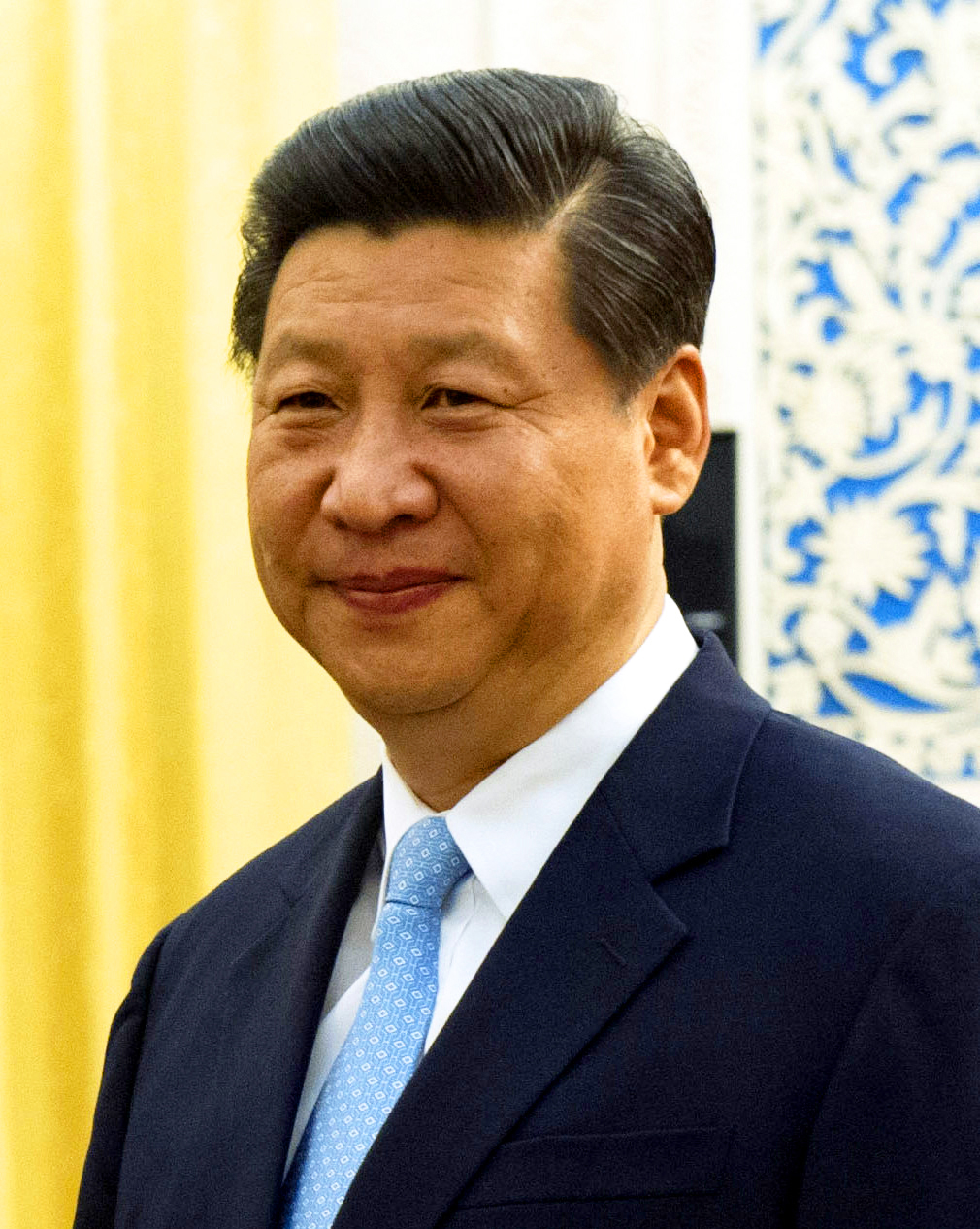
Xi Jinping
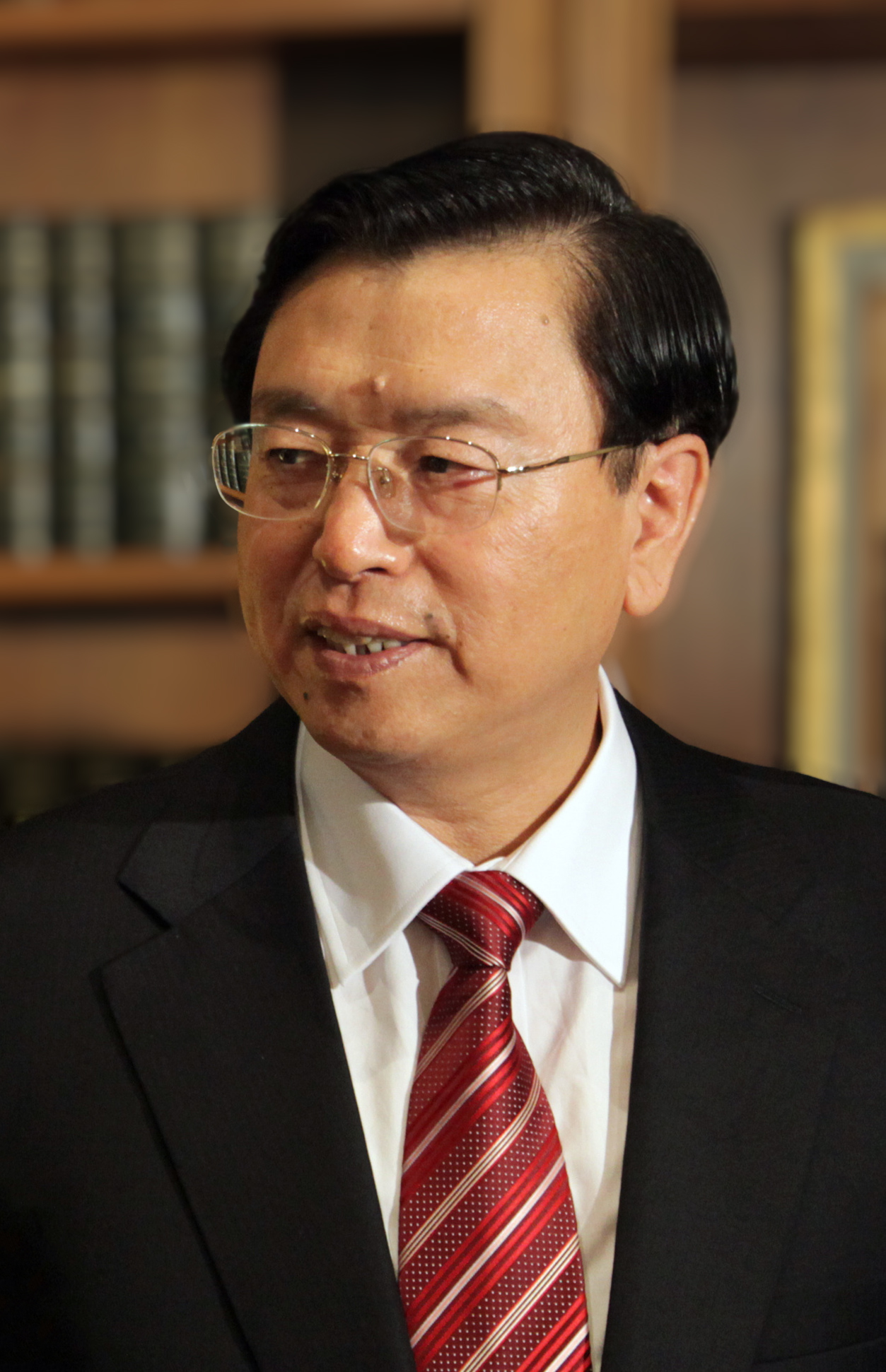
Zhang Dejiang
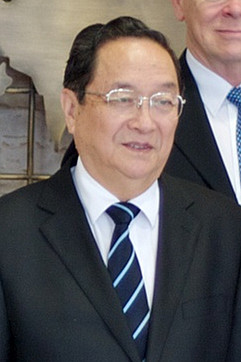
Yu Zhengsheng
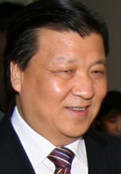
Liu Yunshan
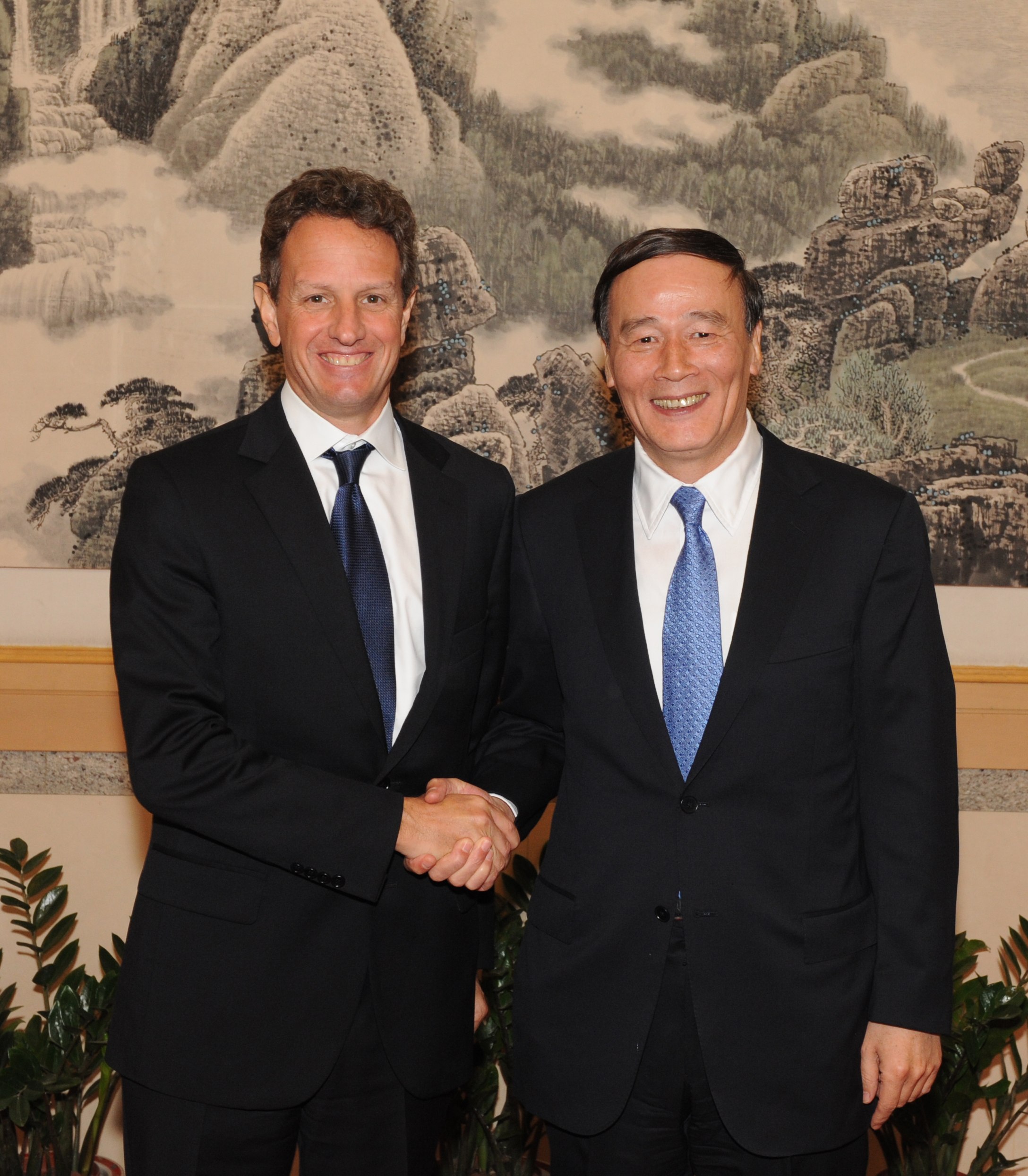
Wang Qishan
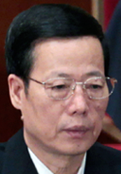
Zhang Gaoli

## Troisième plénum
Le troisième plénum XVIIIe congrès se déroule début novembre 2013 et fixe pour les dix ans à venir une feuille de route politique. Alors que les marchés étaient jusque-là appelés à jouer un rôle « de base », celui-ci devra à l'avenir être « décisif ». Le président Xi Jinping et son Premier ministre Li Keqiang estiment par ailleurs que la Chine doit trouver de nouveaux relais de croissance alors que le pays est « très endetté, moins compétitif et en surcapacité industrielle » : cela devrait se traduire par l'ouverture à la concurrence de secteurs jusque-là contrôlés par des groupes publics, comme la finance, l'énergie, les télécommunications, les chemins de fer et les transports aériens. Les 376 délégués du Comité central réunis lors de ce congrès ont enfin plaidé pour renforcer l'indépendance de la justice et des procureurs.

## Référence et notes
1. ↑  Thomas Baïetto, « Chine : À quoi sert le Congrès du parti communiste ? », sur FranceTV Info, 8 novembre 2012.
2. ↑  Arnaud de la Grange, « Un congrès déterminant pour la prochaine décennie », in Le Figaro, jeudi 8 novembre 2012, p. 8.
3. ↑  Patrick Saint-Paul, « Le PC chinois veut donner un "rôle décisif" au marché », in Le Figaro, mercredi 13 novembre 2013, page 6.

- Cet article est partiellement ou en totalité issu de l'article intitulé « Congrès national du Parti communiste chinois » (voir la liste des auteurs).